# Lars Johan Lönnberg
Lars Johan Lönnberg (i riksdagen kallad Lönnberg i Linköping), född 11 mars 1816 i Frödinge församling, Kalmar län, död 18 april 1889 i Linköpings församling, Östergötlands län, var en svensk jurist och politiker. Han var halvbror till riksdagsmannen Carl Lönnberg.
Lönnberg var rådman i Linköping och var i riksdagen ledamot i andra kammaren. Han är begravd på Norra griftegården i Linköping.